# Tom Six

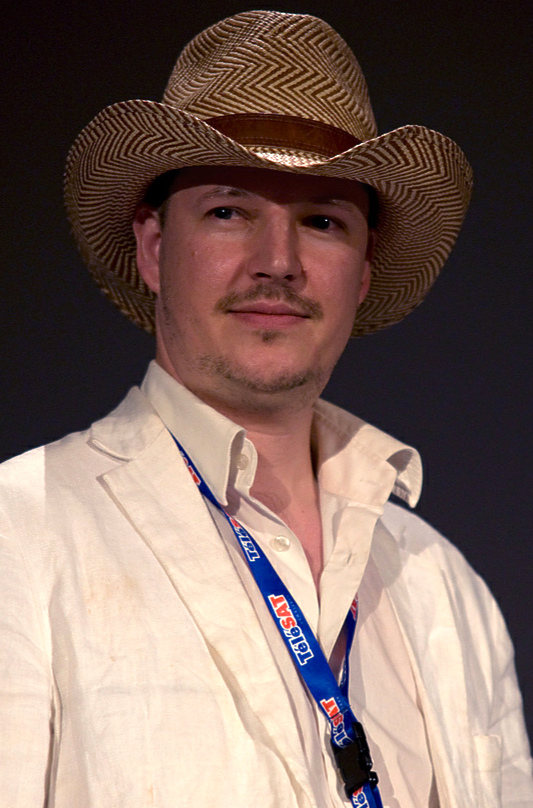
Tom Six (2011)

Tom Six (* 29. August 1973 in Alkmaar, Nordholland) ist ein niederländischer Filmregisseur, Drehbuchautor und Produzent.

## Karriere

### Fernsehen
Seine ersten Erfahrungen in den Medien sammelte Six bei der niederländischen TV-Produktionsfirma Endemol. Als Regisseur gehörte er zu den kreativen Köpfen hinter der hauseigenen Reality-Show Big Brother. Mit dem Verkauf der Produktion an internationale Fernsehstationen wurde Six eingesetzt, um Regisseure weltweit in der Technik und Ästhetik der Show zu schulen.

### Kino
Zusammen mit seiner Schwester Ilona gründete Tom Six 2004 unter dem Namen Six Entertainment eine eigene Filmproduktionsfirma. Bis 2008 war er als Autor, Produzent und Regisseur für drei Filme in niederländischer Sprache verantwortlich.
2009 wurde er mit seinem englischsprachigen Horrorfilm Human Centipede – Der menschliche Tausendfüßler, der mit seiner schockierend-grotesken Prämisse für Aufsehen sorgte, international bekannt. 2011 entstand mit The Human Centipede II (Full Sequence) eine Fortsetzung. Im Abschlussfilm der Trilogie The Human Centipede III (Final Sequence) spielte Six sich zusätzlich in einer Nebenrolle selbst.
2017 drehte Six den satirischen Horrorfilm The Onania Club über reiche Frauen in Los Angeles, die sich gemeinsam Katastrophen und Tragödien ansehen und dazu masturbieren. Der Film hätte bereits 2018 veröffentlicht werden sollen, fand aber, wie Six 2021 in einem YouTube-Video erklärte, keinen Verleih. Der amerikanische Kult-Regisseur John Waters nannte ihn „verquer aber manchmal extrem witzig“ und nahm ihn in seine Liste der zehn besten Filme 2021 auf: „Alles was ich sagen kann, ist, dass der Film richtig abliefert. Ihr werdet ihn wahrscheinlich niemals sehen können. Vielleicht ist das auch gut so ...“ (engl.: „All I can say is that the movie sure as hell delivers. You will probably never be able to see it. Maybe that’s a good thing ...“)

## Filmografie (Autor und Regie)
- 2004: Gay in Amsterdam
- 2007: Honeyz
- 2008: I love Dries
- 2009: Human Centipede – Der menschliche Tausendfüßler (The Human Centipede (First Sequence))
- 2011: The Human Centipede II (Full Sequence)
- 2015: The Human Centipede III (Final Sequence)
- 2019: The Onania Club

## Auszeichnungen
- Austin Fantastic Fest, Jury Prize 2009
- Screamfest Horror Film Festival, Festival Trophy 2009